# Kiana Madeira
Kiana Madeira est une actrice canadienne, née le 4 novembre 1992. Elle est principalement connue pour son rôle de Moe dans la série Trinkets, diffusée sur Netflix, et pour avoir joué Deena Johnson dans la trilogie de films d'horreur Fear Street, mise en ligne par Netflix en 2021.

## Biographie

### Jeunesse
Kiana Madeira est née à Toronto, en Ontario, au Canada. Elle a grandi à Mississauga, en Ontario. Elle s'intéresse à la comédie à l'âge de 5 ans, après s'être entichée de John Travolta dans Grease.

### Carrière
En février 2019, Kiana Madeira a été choisie pour incarner Deena Johnson, le rôle principal dans les films de la trilogie Fear Street mise en ligne par Netflix en juillet 2021,,. En juin 2021, Kiana Madeira est annoncée au casting du film d'action romantique Perfect Addiction aux côtés de Ross Butler.

### Vie privée
Depuis 2017, elle réside aux États-Unis pour sa carrière d'actrice, mais visite fréquemment le Canada et sa famille. Kiana Madeira est une chrétienne pratiquante.

## Filmographie

### Longs-métrages
- 2018 : Franky : Jess
- 2018 : Level 16 : Clara
- 2019 : She Never Died : Suzzie
- 2021 : Fear Street, partie 1 : 1994 : Deena Johnson
- 2021 : Fear Street, partie 2 : 1978 : Deena Johnson
- 2021 : Fear Street, partie 3 : 1666 : Deena Johnson / Sarah Fier
- 2021 : After : Chapitre 3 : Nora
- 2022 : After : Chapitre 4 : Nora
- 2023 : 33 Tours : Aisha
- 2023 : Perfect Addiction  de Castille Landon (en) : Sienna Lane
- 2023 : After : Chapitre 5 : Nora
- 2024 : Morningside de Ron Dias : Nicki

### Télévision

#### Téléfilms
- 2010 : Harriet l'espionne : La Guerre des blogs  : Rachel Hennessy
- 2011 : Mystère à Salem Falls : Isobel
- 2014 : Objectif Noël : Maritza
- 2015 : Ma pire journée : Sierra[7]
- 2016 : Le Swap : Sassy Gaines
- 2016 : The Night Before Halloween : Lindsay
- 2016 : Bruno & Boots : Go Jump in the Pool : Diane Grant
- 2017 : Neverknock : Amy
- 2017 : Bruno & Boots : This Can't Be Happening in Macdonald Hall : Diane Grant
- 2017 : Bruno & Boots : The Wizzle War : Diane Grant

#### Séries télévisées
- 2007 : La Petite Mosquée dans la prairie : Halaqa adolescente #2 (1 épisode)
- 2011-2013 : Really Me ! : Julia Wilson[8]
- 2011 : Ma baby-sitter est un vampire : Hannah Price (1 épisode)
- 2016 : The Other Kingdom : Mindy (1 épisode)
- 2016 : Conviction : Cindy Rosario (1 épisode)
- 2017 : Dark Matter : Lyra (1 épisode)
- 2017 : Wynonna Earp : Poppy (1 épisode)
- 2017 : Barbelle : Brooklyn (2 épisodes)
- 2018 : Sacred Lies : Angel Trujillo
- 2018 : Taken : Amy (1 épisode)
- 2018 : The Flash : Spencer jeune (1 épisode)[9]
- 2019-2020 : Trinkets : Moe Truax[10]
- 2019 : Coroner : Amanda Reyes (2 épisodes)